# Алексеев, Эдуард Константинович
Эдуа́рд Константи́нович Алексе́ев (1974—1996) — сержант Сухопутных войск Российской Федерации, участник первой чеченской войны, Герой Российской Федерации (1997).

## Биография
Эдуард Алексеев родился 25 марта 1974 года в слободе Большекрепинская Родионово-Несветайского района Ростовской области. Окончил среднюю школу. С 1992 года по 1995 год проходил военную службу по призыву в ВМФ РФ (Балтийский флот), с марта 1996 года служил по контракту в звании сержанта командиром отделения 205-й отдельной мотострелковой бригады 58-й армии Северо-Кавказского военного округа.
Участвовал в уличных боях в Грозном в августе 1996 года. 11 августа подразделение мотострелков попало в засаду. Алексеев огнём из автомата прикрывал отход своих товарищей. В бою он получил ранение в плечо, но поля боя не покинул, продолжая вести огонь. Ещё два раза был ранен — в спину и голову, после чего, истекая кровью, приказал своим подчинённым отходить без него. Дождавшись, пока бандиты подойдут к нему вплотную, подорвал себя вместе с ними двумя гранатами. Действия Алексеева позволили сохранить жизни нескольких военнослужащих отделения, которым он командовал.
Похоронен в родной слободе.
Указом Президента Российской Федерации от 14 июня 1997 года за «мужество и героизм, проявленные при выполнении специального задания», сержант Эдуард Алексеев посмертно был удостоен высокого звания Героя Российской Федерации.